# Seama
Seama és una concentració de població designada pel cens dels Estats Units a l'estat de Nou Mèxic. Segons el cens del 2000 tenia 333 habitants.

## Demografia
Segons el cens del 2000, Seama tenia 333 habitants, 88 habitatges, i 74 famílies. La densitat de població era de 24,2 habitants per km².
Dels 88 habitatges en un 46,6% hi vivien nens de menys de 18 anys, en un 40,9% hi vivien parelles casades, en un 30,7% dones solteres, i en un 14,8% no eren unitats familiars. En el 12,5% dels habitatges hi vivien persones soles el 5,7% de les quals corresponia a persones de 65 anys o més que vivien soles. El nombre mitjà de persones vivint en cada habitatge era de 3,78 i el nombre mitjà de persones que vivien en cada família era de 4,08.
Per edats la població es repartia de la següent manera: un 36,6% tenia menys de 18 anys, un 11,1% entre 18 i 24, un 24,9% entre 25 i 44, un 17,7% de 45 a 60 i un 9,6% 65 anys o més.
L'edat mediana era de 27 anys. Per cada 100 dones de 18 o més anys hi havia 80,3 homes.
La renda mediana per habitatge era de 42.917 $ i la renda mediana per família de 43.958 $. Els homes tenien una renda mediana de 31.042 $ mentre que les dones 14.500 $. La renda per capita de la població era de 8.871 $. Aproximadament el 14,7% de les famílies i el 14,6% de la població estaven per davall del llindar de pobresa.

## Poblacions més properes
El següent diagrama mostra les poblacions més properes.